# Jochen Pöhlert
Jochen Pöhlert-Schulte (ursprünglich Jochen Schulte; * 1957) ist Musikpädagoge und Multi-Instrumentalist im Bereich der Jazzmusik.
Pöhlert bekam seit dem zehnten Lebensjahr Unterricht bei seinem Adoptiv-Vater Werner Pöhlert. Seine ersten Konzerte mit Bach-Programm gab er mit elf Jahren. Er wurde Bundespreisträger des Wettbewerbes „Jugend musiziert“.
1973 bis 1976 studierte er Gitarre und Laute mit Staatsexamen und Solistendiplom (praktische Hauptfächer bei Werner Pöhlert). Er machte CD-, Schallplatten- und Rundfunkaufnahmen und gab Konzerte. Seit 1971 ist er Lautenist im „Renaissance-Ensemble Pöhlert“ und seit 1984 Jazzgitarrist in der „Werner Pöhlert Combo“, deren Leitung er nach dem Tod seines Adoptiv-Vaters im Jahr 2000 übernahm.
Pöhlert spielt auch Saxophon, Piano, Vibraphon und Bass in diversen Combos. Weiterhin war er seit 1981 Co-Autor und Grafiker bei zahlreichen Veröffentlichungen Werner Pöhlerts gewesen. Er leitet zahlreiche Workshops der Jazzmusik, ist als Gastdozent im In- und Ausland tätig und leistet auch mit eigenen Ensembles eine umfassende pädagogische Arbeit. Mehr als 30 Jahren lehrte er an der Musikschule Badische Bergstraße in Weinheim und lebt in dieser Stadt.
Pöhlert ist Enkel des Malers Victor Schulte.

## Veröffentlichungen
- Werner Pöhlert, Jochen Pöhlert: Analyse der Skalen-„Theorie“ auf Basis der Pöhlertschen Grundlagenharmonik. Frankfurt am Main: Musikverlag Zimmermann 1989, ISBN 3-921729-36-X
- Das Ohren-Buch [Medienkombination]: „neue“ Wege der musikalischen Gehörbildung; auditives Training & Spielen nach Gehör; eine Wiederbelebung traditionellen Hörens & von der Notwendigkeit der Umwälzung des heutigen Hör(un)vermögens; autodidaktischer Lehrgang für Komposition & Improvisation. Frankfurt/Main: Musikverlag Zimmermann 2004, ISBN 3-921729-85-8